# 472
| 472                |
| ------------------ |
| Dødsfald - Fødsler |
|                    |

| Gregoriansk kalender | 472 CDLXXII             |
| Ab urbe condita      | 1225                    |
| Armensk kalender     | I/T                     |
| Kinesiske kalender   | 3168 – 3169 辛亥 – 壬子 |
| Etiopisk kalender    | 464 – 465               |
| Jødisk kalender      | 4232 – 4233             |
| Hindukalendere       |                         |
| - Vikram Samvat      | 527 – 528               |
| - Shaka Samvat       | 394 – 395               |
| - Kali Yuga          | 3573 – 3574             |
| Iransk kalender      | 150 BP – 149 BP         |
| Islamisk kalender    | 155 BH – 154 BH         |

Se også 472 (tal)